# Charles Brown (musicista)
Tony Russell Brown, detto Charles (Texas City, 13 settembre 1922 – Oakland, 21 gennaio 1999), è stato un cantante e pianista statunitense.

## Biografia
Originario del Texas, ha iniziato la propria carriera musicale nel 1943 a Los Angeles (California). Qui conosce Johnny Moore, con cui forma, assieme a Eddie Williams, il gruppo Johnny Moore's Three Blazers, attivo per pochi anni. Con questo gruppo ha pubblicato, tra gli altri, i brani Driftin' Blues e Merry Christmas Baby.
Nel 1948 forma un trio con Eddie Williams (basso) e Charles Norris (chitarra). Con loro incide, a nome Charles Brown Trio, per Aladdin Records, pubblicando alcuni brani come Trouble Blues, In the Evening When the Sun Goes Down, Homesick Blues, My Baby's Gone e Black Night.
Nel 1960 scrive e pubblica uno dei suoi brani più conosciuti, ovvero Please Come Home for Christmas, una canzone natalizia di stile R&B, che è stata poi interpretata come cover negli anni seguenti da numerosi artisti, tra cui Eagles (1978), Bon Jovi (1994), Kelly Clarkson (2013) e The Offspring (2022).
Per tre volte ha ricevuto la candidatura al Grammy Award nella categoria "Best Traditional Blues Album": nel 1991 per All My Life, nel 1992 per Someone To Love e nel 1995 per Charles Brown's Cool Christmas Blues.
Nel 1996 viene inserito nella Blues Hall of Fame; nel 1999 viene invece incluso nella Rock and Roll Hall of Fame.
Si è spento in California all'età di 76 anni.

## Discografia
- Drifting Blues (Score, 1957)
- Sings Christmas Songs (King, 1961)
- The Great Charles Brown That Will Grip Your Heart (King, 1963)
- Boss of the Blues (Mainstream, 1964)
- Ballads My Way (Mainstream, 1965)
- Legend! (Bluesway, 1970)
- Blues 'n' Brown (Jewel, 1972)
- Great Rhythm & Blues Oldies Vol. 2 Charles Brown Blues (Spectrum, 1974)
- Merry Christmas Baby (Big Town, 1977)
- Music, Maestro, Please (Big Town, 1978)
- Please Come Home for Christmas (Gusto, 1978)
- One More for the Road (Blue Side, 1986)
- All My Life (Bullseye Blues, 1990)
- Someone to Love (Bullseye Blues, 1992)
- Blues and Other Love Songs (Muse, 1992)
- These Blues (Polygram, 1994)
- Just a Lucky So and So (Bullseye Blues, 1994)
- Charles Brown's Cool Christmas Blues (Bullseye Blues, 1994)
- Live (Charly Blues, 1995)
- Honey Dripper (Gitanes/Verve, 1996)
- So Goes Love (Verve, 1998)
- In a Grand Style (Bullseye Blues, 1999)